# Echemoides balsa
Echemoides balsa Platnick & Shadab, 1979 è un ragno appartenente alla famiglia Gnaphosidae.

## Etimologia
Il nome proprio deriva dalla località argentina di rinvenimento: Balsa.

## Caratteristiche
La femmina si distingue per le tasche della parte laterale dell'epigino orientate trasversalmente. Non sono stati rinvenuti esemplari maschili.
L'olotipo femminile rinvenuto ha lunghezza totale è di 8,28mm; la lunghezza del cefalotorace è di 2,99mm; e la larghezza è di 2,27mm.

## Distribuzione
La specie è stata reperita in Argentina centrale: nella località di Balsa, appartenente al dipartimento di General Roca (Río Negro).

## Tassonomia
Al 2015 non sono note sottospecie e dal 1979 non sono stati esaminati nuovi esemplari